# 郭務悰
郭 務悰（かく むそう、生没年不詳）は、中国唐代の官吏。白村江の戦い後に日唐関係修復交渉のため、3度（あるいは4度）倭国（日本）を訪問している。

## 略歴
郭務悰の事績はすべて『日本書紀』・『善隣国宝記』に引用された『海外国記』に記述されたもののみであり、大陸側の史料には一切現れていない。
最初の訪日は、664年（麟徳元年、天智天皇3年5月）、百済の鎮将劉仁願により、朝散大夫の郭務悰らが派遣され、表函（）と献物（）をたてまつった、というものである。それから5か月後の同年10月に、郭務悰らを送り出す勅が発令され、同じ日に中臣鎌足が僧侶の智祥（ちじょう）を派遣して、物を郭務悰に与えている。その3日後、智祥は郭務悰らに饗応されており、12月に帰国の途についている。
『日本書紀』に描かれた記述は以上のようになるが、『海外国記』では、664年（天智天皇3年）の4月に郭務悰ら30人、百済の佐平である禰軍ら100人あまりが対馬に到着し、倭国側からは大山中の采女通・僧侶の智弁らが遣わされたとある。9月に津守吉祥・伊吉博徳・智弁らが筑紫大宰の言葉として、「客人たちのもってきた書状を見ると、天子（唐の皇帝）からの使いではなく、百済の鎮将の私使であることが分かったので、朝廷には奏上しなかった」とあり、使節団は入京を許されなかった。なお、郭務悰はこの時劉仁願からの「牒書（）」を携えていたことも記されている。また、彼の役職は「上柱国」とも記されている。
翌665年（麟徳2年、天智天皇4年9月）、劉徳高らが倭国に派遣された際にも郭務悰と禰軍は同行し、この時の一行は合計254人からなる大使節団であり、7月28日に対馬に到着し、9月20日に筑紫に入り、22日に表函（）を進上している。また、654年（白雉5年）の「伊吉博徳書」によると、鎌足の息子の定恵がこの時の船で唐より帰国した、ともある。この時は入京を許されている。
その後、669年（天智天皇8年）、郭務悰らが2,000人あまりを率いて来朝した、と『書紀』に記されているが、これは後出する天智天皇10年記事の重複であるようである。
668年（総章元年）8月、劉仁願は対高句麗戦における失策を譴責（）され、姚州（雲南省）へ配流されたが、671年（咸亨2年、天智天皇10年1月）にはその使いとして李守真が倭国に派遣されている。李守真は7月に百済の使人とともに帰国するが、その4か月後の11月2日に唐国の遣使郭務悰ら600人、送使沙宅孫登ら1,400人を載せた、船47隻の大船団が比知島に現れ、対馬国司は大宰府に急変を伝えている。やがて筑紫に着き駐留して軍兵と思われる2000人での駐留状態になり深刻な問題となった。この船団の中には道久・筑紫薩夜麻ら白村江の戦いで捕虜になったと思われる倭人も含まれており、直木孝次郎の説によると、この使節派遣の性格は、捕虜の交換とともに唐への軍事的な支援を要請するものだったと想定され、あるいは戦乱の続く旧・百済領内の避難民を倭国へ護送するものだったとも言われている。
しばらくして12月3日天智天皇が崩御し、その知らせは翌年、阿曇稲敷を通じて郭務悰らに伝達された。郭務悰は哀悼の意を表し、喪服を着て、東に向かって拝んだ。その上で、唐の皇帝の国書の書函と信物（）進上した。しかし交渉はもつれたのか、その後も駐留し続けた。
交渉の末に唐使らに大量の甲冑弓矢と絁（）1,673匹、布2，852端、綿666斤の贈物をすることで5月30日帰国させた（『日本書紀』巻第二十八、天武天皇上　元年5月12日条、元年5月30日条） 。
その後、『日本書紀』によると、692年（持統天皇6年閏5月）に、郭務悰が天智天皇のために造った阿弥陀像を上送せよ、という天皇の詔が出されている